# 2011年夏季世界大學生運動會游泳比賽
2011年夏季世界大學生運動會游泳比賽於2011年8月14日至19日於深圳大運中心游泳館舉行。公開水域游泳於七星灣舉行。

## 賽事

### 獎牌榜
| 排名 | 国家／地区      | 金牌 | 银牌 | 铜牌 | 總數 |
| ---- | --------------- | ---- | ---- | ---- | ---- |
| 1    | 美国（USA）     | 12   | 11   | 4    | 27   |
| 2    | 日本（JPN）     | 6    | 7    | 13   | 26   |
| 3    | 中国（CHN）     | 6    | 0    | 3    | 9    |
| 4    | 新西兰（NZL）   | 5    | 3    | 4    | 12   |
| 5    | 意大利（ITA）   | 4    | 2    | 4    | 10   |
| 6    | 匈牙利（HUN）   | 3    | 0    | 0    | 3    |
| 7    | （AUS）         | 2    | 1    | 5    | 8    |
| 8    | 立陶宛（LTU）   | 2    | 0    | 0    | 2    |
| 9    | 西班牙（ESP）   | 1    | 3    | 2    | 6    |
| 10   | 白俄罗斯（BLR） | 1    | 1    | 1    | 3    |
| 11   | 英国（GBR）     | 1    | 0    | 0    | 1    |
| 12   | 加拿大（CAN）   | 0    | 3    | 0    | 3    |
| 13   | 巴西（BRA）     | 0    | 2    | 1    | 3    |
| 13   | 乌克兰（UKR）   | 0    | 2    | 1    | 3    |
| 15   | 俄罗斯（RUS）   | 0    | 1    | 2    | 3    |
| 16   | 法国（FRA）     | 0    | 1    | 1    | 2    |
| 16   | 韩国（KOR）     | 0    | 1    | 1    | 2    |
| 18   | 德国（GER）     | 0    | 1    | 0    | 1    |
| 18   | 以色列（ISR）   | 0    | 1    | 0    | 1    |
| 18   | 罗马尼亚（ROU） | 0    | 1    | 0    | 1    |
| 21   | 奥地利（AUT）   | 0    | 0    | 1    | 1    |
| 21   | 波兰（POL）     | 0    | 0    | 1    | 1    |
| 總數 | 總數            | 43   | 41   | 44   | 128  |

### 男子
| 項目                      | 金牌                                                                                                  | 金牌       | 银牌 | 银牌        | 铜牌 | 铜牌       |
| 50公尺自由式              | 盧西奧·斯帕達羅 · 意大利（ITA）                                                                       | 22.30      | 亞當·斯茅 · 美国（USA）                                                                                      | 22.31       | 鹽浦慎理 · 日本（JPN）                                                                                           | 22.37      |
| 100公尺自由式             | 吉米·費根 · 美国（USA）                                                                               | 49.26      | 諾伯特·特蘭達菲爾 · 罗马尼亚（ROU）                                                                          | 49.41       | 鹽浦慎理 · 日本（JPN）                                                                                           | 49.50      |
| 200公尺自由式             | 馬特·麥克林 · 美国（USA）                                                                             | 1:47.44    | 克莱芒·勒费尔 · 法国（FRA）                                                                                  | 1:47.78     | 內田翔 · 日本（JPN）                                                                                             | 1:49.06    |
| 400公尺自由式             | 大衛·麥基翁 · （AUS）                                                                                 | 3:48.78    | 邁克爾·克呂 · 美国（USA）                                                                                    | 3:48.84     | 內田翔 · 日本（JPN）                                                                                             | 3:51.93    |
| 800公尺自由式             | 邁克爾·克呂 · 美国（USA）                                                                             | 7:52.31    | 羅科·波坦察 · 意大利（ITA）                                                                                  | 7:53.45     | 宮本陽輔 · 日本（JPN）                                                                                           | 7:56.29    |
| 1500公尺自由式            | 洛克·波滕扎 · 意大利（ITA）                                                                           | 15:00.57   | 宮本陽輔 · 日本（JPN）                                                                                       | 15:04.86    | 塞爾吉爾·弗洛羅夫 · 乌克兰（UKR）                                                                                | 15:06.17   |
| 50公尺仰式                | 入江陵介 · 日本（JPN）                                                                                | 25.11      | 蓋·巴尼亞 · 以色列（ISR）                                                                                    | 25.21       | 謝爾蓋·馬科夫 · 俄罗斯（RUS）                                                                                    | 25.42      |
| 100公尺仰式               | 加雷斯·基恩 · 新西兰（NZL）                                                                           | 54.71      | 米格爾·朗多·賈爾維茲 · 西班牙（ESP）                                                                         | 54.94       | 彼得·巴塞特 · 新西兰（NZL） · 塞巴斯蒂安·朗法尼 · 意大利（ITA）                                                  | 55.21      |
| 200公尺仰式               | 入江陵介 · 日本（JPN）                                                                                | 1:56.01    | 雷克斯福德·圖裡烏斯 · 美国（USA）                                                                            | 1:58.66     | 加雷思·基恩 · 新西兰（NZL）                                                                                      | 1:58.74    |
| 50公尺蛙式                | 格倫·斯奈德 · 新西兰（NZL）                                                                           | 27.37 NR   | 小若昂·戈梅斯 · 巴西（BRA）                                                                                  | 27.60       | 馬提亞·佩齊 · 意大利（ITA）                                                                                      | 27.80      |
| 100公尺蛙式               | 吉爾德里斯·蒂特尼斯 · 立陶宛（LTU）                                                                   | 1:00.39    | 斯奈德斯 · 新西兰（NZL）                                                                                     | 1:00.71     | 小若昂·戈梅斯 · 巴西（BRA）                                                                                      | 1:00.78    |
| 200公尺蛙式               | 斯奈德斯 · 新西兰（NZL） · 吉爾德里斯·蒂特尼斯 · 立陶宛（LTU）                                        | 2:10.85 NR | Not awarded                                                                                                  | Not awarded | 大塚一輝 · 日本（JPN）                                                                                           | 2:10.96    |
| 50公尺蝶式                | 提姆·菲利普斯 · 美国（USA）                                                                           | 23.51      | 保羅·法基內利 · 意大利（ITA）                                                                                | 23.85       | 岸田真幸 · 日本（JPN）                                                                                           | 23.93      |
| 100公尺蝶式               | 提姆·菲利普斯 · 美国（USA）                                                                           | 52.06      | 湯姆·席爾茲 · 美国（USA）                                                                                    | 52.62       | 帕维尔·科热尼奥夫斯基 · 波兰（POL）                                                                              | 52.96      |
| 200公尺蝶式               | 拉斯洛·切赫 · 匈牙利（HUN）                                                                           | 1:55.87    | 羅伯特·博利爾 · 美国（USA）                                                                                  | 1:56.06     | 佐野秀匡 · 日本（JPN）                                                                                           | 1:56.81    |
| 200公尺混合式             | 拉斯洛·切赫 · 匈牙利（HUN）                                                                           | 1:57.86    | 堀畑裕也 · 日本（JPN）                                                                                       | 1:59.74     | 小坂悠真 · 日本（JPN）                                                                                           | 1:59.81    |
| 400公尺混合式             | 拉斯洛·切赫 · 匈牙利（HUN）                                                                           | 4:12.67    | 堀畑裕也 · 日本（JPN）                                                                                       | 4:13.66     | 威廉·哈瑞森 · 美国（USA）                                                                                        | 4:15.40    |
| 4x100公尺自由式接力       | 美国 · 吉米·費根 (49.27) · 提姆·菲利普斯 (48.96) · Kohlton Norys (48.73) · 羅伯特‧薩武利奇 (48.88)    | 3:15.84    | 巴西 · Marcos Macedo (50.02) · 馬塞洛·切爾希尼 (48.86) · Henrique Martins (50.34) · Nicolas Oliveira (48.08) | 3:17.30     | 法國 · 克莱芒·勒费尔 (49.56) · Guillaume Strohmeyer (50.14) · Joris Hustache (49.48) · 洛里斯·布雷利 (49.60)     | 3:18.78    |
| 4x200公尺自由式接力       | 美国 · Michael Klueh (1:48.79) · Dax Hill (1:48.89) · Matt Bartlett (1:48.62) · Matt McLean (1:47.24) | 7:13.54    | 日本 · 外馆祥 (1:49.14) · 堀畑裕也 (1:48.08) · 小坂悠真 (1:49.30) · 内田翔 (1:48.14)                         | 7:14.66     | · 大衛·麥基翁 (1:48.92) · Mitchell Dixon (1:49.58) · Kristopher Taylor (1:49.76) · 尼克·弗罗斯特 (1:49.32)       | 7:17.58    |
| 4x100公尺混合式接力       | 日本 · 入江陵介 (53.56) · 立石谅 (1:00.04) · 岸田真幸 (52.46) · 盐浦慎理 (48.96)                      | 3:35.02    | 美国 · Rex Tullius (55.15) · George Klein (1:01.17) · 提姆·菲利普斯 (52.55) · 吉米·費根 (49.05)              | 3:37.92     | 新西兰 · 加雷思·基恩 (54.24) · 格伦·斯奈德斯 (59.63) · Kurt Bassett (54.60) · Matthew Stanley (50.28)            | 3:38.75    |
| 4x100公尺混合式接力       | 日本 · 入江陵介 (53.56) · 立石谅 (1:00.04) · 岸田真幸 (52.46) · 盐浦慎理 (48.96)                      | 3:35.02    | 美国 · Rex Tullius (55.15) · George Klein (1:01.17) · 提姆·菲利普斯 (52.55) · 吉米·費根 (49.05)              | 3:37.92     | 義大利 · Sebastiano Ranfagni (55.17) · 馬提亞·佩齊 (1:01.16) · Paolo Facchinelli (53.27) · 盧卡·莱昂納迪 (49.15) | 3:38.75    |
|                           | |            | |             | |            |
| 10公里公開水域游泳 (詳細) | 西蒙·魯菲尼 · 意大利（ITA）                                                                           | 1:58:00.74 | 基裡爾·阿布洛西莫夫 · 俄罗斯（RUS）                                                                          | 2:00:03.35  | 平井康翔 · 日本（JPN）                                                                                           | 2:00:05.54 |

### 女子
| 項目                | 金牌 | 金牌       | 银牌 | 银牌       | 铜牌                                                                                 | 铜牌       |
| 50公尺自由式        | 亚历山德拉·格拉西梅尼娅 · 白俄罗斯（BLR）                                                                 | 24.66      | 妲雅·斯捷潘紐克 · 乌克兰（UKR）                                                                               | 25.12      | 凱特·坎貝爾 · （AUS）                                                                | 25.17      |
| 100公尺自由式       | 唐奕 · 中国（CHN）                                                                                        | 54.24 GR   | Darya Stepanyuk · 乌克兰（UKR）                                                                               | 55.32      | 梅根·羅馬諾 · 美国（USA）                                                            | 55.38      |
| 200公尺自由式       | 柯斯達·什米德 · 西班牙（ESP）                                                                             | 1:57.98    | 劳伦·博伊尔 · 新西兰（NZL）                                                                                   | 1:59.19    | Karlee Bispo · 美国（USA）                                                           | 1:59.31    |
| 400公尺自由式       | 勞倫·博伊爾 · 新西兰（NZL）                                                                               | 4:07.78    | 埃蘭尼亞·費莉西泰·柯斯達·什米德 · 西班牙（ESP）                                                               | 4:07.97    | 斯蒂芬妮·皮科爾 · 美国（USA）                                                        | 4:10.25    |
| 800公尺自由式       | 劳伦·博伊尔 · 新西兰（NZL）                                                                               | 8:26.30 NR | 黑莉·安德森 · 美国（USA）                                                                                     | 8:27.11    | 歌詩達·施密德 · 西班牙（ESP）                                                        | 8:33.66    |
| 1500公尺自由式      | 黑莉·安德森 · 美国（USA）                                                                                 | 16:21.72   | 梅蘭尼亞·費莉西泰·柯斯達·什米德 · 西班牙（ESP）                                                               | 16:21.79   | 勞倫·博伊爾 · 新西兰（NZL）                                                          | 16:26.37   |
| 50公尺仰式          | 珍妮弗·康諾利 · 美国（USA）                                                                               | 27.92 GR   | 亚历山德拉·格拉西梅尼娅 · 白俄罗斯（BLR）                                                                     | 27.93      | 格雷斯·洛 · （AUS）                                                                  | 28.37      |
| 100公尺仰式         | 酒井志穗 · 日本（JPN）                                                                                    | 1:00.28    | Jenny Connolly · 美国（USA）                                                                                  | 1:00.50    | 亚历山德拉·格拉西梅尼娅 · 白俄罗斯（BLR）                                            | 1:00.91    |
| 200公尺仰式         | 酒井志穗 · 日本（JPN）                                                                                    | 2:09.75    | 希拉里·考德威尔 · 加拿大（CAN）                                                                               | 2:11.12    | 杜安·達·羅卡·瑪塞 · 西班牙（ESP）                                                    | 2:11.24    |
| 50公尺蛙式          | 安·錢德勒 · 美国（USA）                                                                                   | 31.13      | 泰拉·科琳·范·貝倫 · 加拿大（CAN）                                                                             | 31.45      | 瓦倫蒂諾·阿提米瓦 · 俄罗斯（RUS）                                                    | 31.74      |
| 100公尺蛙式         | 孫曄 · 中国（CHN）                                                                                        | 1:07.53    | 泰拉·科琳·范·貝倫 · 加拿大（CAN）                                                                             | 1:08.24    | 鈴木聰美 · 日本（JPN）                                                               | 1:08.45    |
| 200公尺蛙式         | 孫曄 · 中国（CHN）                                                                                        | 2:24.63    | 安德裡亞·克羅普 · 美国（USA）                                                                                 | 2:26.18    | 鈴木聰美 · 日本（JPN）                                                               | 2:26.67    |
| 50公尺蝶式          | 陸瀅 · 中国（CHN）                                                                                        | 25.98      | 瑪裡耶克·古勒 · （AUS）                                                                                       | 26.24      | 愛麗絲·米爾斯 · （AUS）                                                              | 26.53      |
| 100公尺蝶式         | 陸瀅 · 中国（CHN）                                                                                        | 57.86 GR   | 福田智代 · 日本（JPN）                                                                                        | 59.08      | 愛麗絲·米爾斯 · （AUS）                                                              | 59.11      |
| 200公尺蝶式         | 傑西卡·迪肯斯 · 英国（GBR）                                                                               | 2:08.91    | 星奈津美 · 日本（JPN）                                                                                        | 2:08.94    | 崔惠娜 · 韩国（KOR）                                                                 | 2:09.35    |
| 200公尺混合式       | 加籐和 · 日本（JPN）                                                                                      | 2:13.52    | Choi Hye-Ra · 韩国（KOR）                                                                                     | 2:14.17    | 刘京 · 中国（CHN）                                                                   | 2:14.3     |
| 400公尺混合式       | 玛雅·迪拉多 · 美国（USA）                                                                                 | 4:40.79    | 高桥美帆 · 日本（JPN）                                                                                        | 4:42.28    | 喬蒂絲·斯坦艾格 · 奥地利（AUT）                                                      | 4:43.30    |
| 4x100公尺自由式接力 | · 凯特·坎贝尔 (55.26) · 愛麗絲·米爾斯 (55.35) · Jessica Morrison (55.82) · 瑪裡耶克·古勒 (53.60)          | 3:40.03 GR | 美国 · Kate Dwelley (55.22) · 費莉西亞·李 (55.22) · 香农·弗里兰 (55.46) · Megan Romano (54.13)                | 3:40.19    | 中国 · 朱倩蔚 (55.31) · 陆滢 (55.94) · 刘京 (55.67) · 唐奕 (53.37)                   | 3:40.29    |
| 4x200公尺自由式接力 | 美国 · Karlee Bispo (2:00.19) · Chelsea Nauta (1:58.66) · Kate Dwelley (1:58.76) · Megan Romano (1:57.41) | 7:55.02 GR | 新西兰 · 娜塔莎·欣德 (2:00.57) · 梅利莎·英格拉姆 (2:00.56) · Amaka Gessler (1:59.87) · Lauren Boyle (1:58.60) | 7:59.60    | 中国 · 唐奕 (1:58.17) · 朱倩蔚 (1:57.88) · Liu Jing (2:00.88) · 陆滢 (2:02.69)       | 7:59.62    |
| 4x100公尺混合式接力 | 中国 · 高畅 (1:01.59) · 孫曄 (1:06.81) · 陆滢 (57.52) · 唐奕 (53.23)                                      | 3:59.15 GR | 美国 · Jenny Connolly (1:00.21 GR) · Annie Chandler (1:07.40) · Lyndsay DePaul (58.84) · Megan Romano (53.70) | 4:00.15    | 日本 · 酒井志穗 (1:00.41) · 鈴木聡美 (1:07.38) · 福田智代 (58.92) · 松本弥生 (54.27) | 4:00.98    |
| 10公里公開水域游泳  | 拉凯莱·布鲁尼 · 意大利（ITA）                                                                             | 2:06:49.31 | 納丁·萊歇特 · 德国（GER）                                                                                     | 2:07:29.21 | 愛麗絲·佛朗哥 · 意大利（ITA）                                                        | 2:08:42.77 |